# سیارک ۲۷۹۷۵
سیارک ۲۷۹۷۵ (به انگلیسی: 27975 Mazurkiewicz، نامگذاری:1997UJ1) بیست و هفت هزار و نهصد و هفتاد و پنجمین سیارک کشف شده‌است که در ۲۳ اکتبر ۱۹۹۷ کشف شد.